# 샐버도어 에드워드 루리아
샐버도어 에드워드 루리아(영어: Salvador Edward Luria, 1912년 8월 13일~1991년 2월 6일)는 이탈리아 출신의 미국의 미생물학자이다. 1969년에 바이러스의 복제 기작과 유전적 구조를 발견한 공로로 막스 델브뤼크, 앨프리드 허시와 함께 노벨 생리학·의학상을 수상했다.

## 수상 경력
- 1969년: 노벨 생리학·의학상
- 1969년: 루이자 그로스 호르위츠상